# Alt om Historie
Alt om Historie var et populærvidenskabeligt tidsskrift om historie, der udkom 14 gange om året. Første nummer udkom i september 2005, sidste nummer i april 2019. Bladet blev til efter et samarbejde mellem Historiska Media i Lund i Sverige og Det Historiske Hus i Odense. Det blev siden opkøbt af svenske LRF Media, og i sommeren 2016 blev det købt af Bonnier. I 2019 blev bladet lagt sammen med Illustreret Videnskabs magasin, Historie, som fortsat udkommer på Bonnier. 
Magasinet blev produceret i Malmø i Sverige og udgivet af Bonnier, men hvert nummer blev oversat og tilpasset danske læsere. I bladet fandtes også tips og anbefalinger om udstillinger i Danmark og nye bøger om historie udgivet på dansk. Alt om Historie udkom i Sverige (som Allt om Historia), i Norge (som All Verdens Historie) og i Finland (som Maailman Historia).
Alt om Historie kunne læses af alle uden særlige forudsætninger. Indholdsmæssigt havde bladet en stor bredde. Der var fokus på de dramatiske begivenheder i europæisk historie som Verdenskrigene, revolutioner eller store erobringer. Derudover var der også artikler, der handlede om kulturhistoriske emner, eller som satte fokus på kvinder i historien eller på historiske begivenheder udenfor en europæisk og vestlig kontekst.
Hvert blad præsenterede også nye opdagelser indenfor historieforskning, samt havde en spørgsmåls- og svarsektion og en quiz.

## Danske redaktører
- 2005-2007: Rasmus Dahlberg redaktør til og med 8/2007
- 2008- 2019: Thomas Oldrup

## Hjemmeside
- Magasinets danske hjemmeside